# 1842 aux échecs
| Années des échecs : 1839 - 1840 - 1841 - 1842 - 1843 - 1844 - 1845    |
| Décennies des échecs : 1810 - 1820 - 1830 - 1840 - 1850 - 1860 - 1870 |

Cet article présente les faits marquants de l'année 1842 aux échecs.

## Naissances
7 septembre : Johannes Zukertort, joueur polonais, vice-champion du monde en 1886.